# Lithophane albidior
Lithophane albidior là một loài bướm đêm trong họ Noctuidae.